# Ива прутовидная
И́ва прутови́дная, или ива корзи́ночная, ива ло́зная, или ива конопляная (лат. Salix viminalis), — вид цветковых растений из рода Ива (Salix) семейства Ивовые (Salicaceae).
Другие названия — корзиночник, лоза, малокитник, талажчаник, белотал, верболоз, кузовица, тальник.

## Ботаническое описание
Ветвистый кустарник высотой до 5—6 м, реже дерево высотой до 8—10 м. Ветви прямые, длинные, тонкие, прижатые; молодые побеги короткие, серовато-опушённые или почти голые; взрослые — голые или очень коротко волосистые. Обнажённая древесина без валиков.
Корневая система представляет очень густое сплетение тонких и длинных корней, сплошь пронизывающих почву, но залегающих на небольшой глубине.
Почки длиной 3—5 мм, яйцевидно-продолговатые, сплюснутые, желтоватые или красно-бурые, тонко и коротко серо-волосистые. Прилистники узколанцетные, иногда лопастные или серповидные, длинно-заострённые, железисто-зубчатые, обыкновенно быстро опадающие, нередко отсутствуют. Взрослые листья верхушечных побегов узко или линейно-ланцетные, длиной 15—20 см, шириной 0,3—4 см, с наибольшей шириной ниже средины, в основании широкие или клиновидные, к верхушке суженные, острые, с завороченным краем, цельнокрайные или слегка волнисто-выемчатые, реже ясно пильчатые, сверху от тёмно-зелёных, почти голых или слабо опушённых до седовато-пушистых с бугорчатыми желёзками у краёв, снизу густо покрыты шелковистыми волосками, атласно- или серебристо-блестящие, с сильно выдающейся соломенно-бурой главной жилкой. Черешки, обычно, длиной 0,5—1,2 см, иногда очень короткие 0,1—0,4 мм, шелковистые.
Серёжки сидячие или почти сидячие, тычиночные — удлинённо-яйцевидные, длиной 2—3 см, диаметром до 1,5 см, пестичные — цилиндрические, длиной 3—4 см, при плодах до 6 см, обыкновенно прямостоячие, густоцветковые. Прицветные чешуйки продолговато-яйцевидные или широко-округлённые, тупые или острые, целиком или лишь в основании светло-бурые, с более тёмной (иногда почти чёрной) верхушкой. Тычинки в числе двух, с тонкими голыми, свободными нитями и золотисто-жёлтыми, по отцветании слегка темнеющими пыльниками. Завязь яйцевидная или яйцевидно-коническая, сидячая или на очень короткой ножке, густо шелковистая; столбик длиной от 0,3 до 2—2,5 мм; рыльца длиной 1—2 мм, нитевидные, светлые, цельные или раздельные; нектарник одиночный, задний, линейно-лентовидный, длиной до 0,8—1,5 мм.
Плод — шелковистая, вздутая коробочка длиной 4—5 мм. Плоды созревают примерно через месяц после цветения. Семена разносятся ветром.
Цветение в марте — мае, до распускания листьев или одновременно с ними. Сначала распускаются женские цветки, а мужские на 2—3 дня позже. Плодоношение в апреле — июне.
Хромосомный набор 2n = 38 или 76.
| |  |  |  |  |
| Слева направо: Листья (верхняя и нижняя стороны). Женские и мужские серёжки. Плоды и семена («пух») |  |  |  |  |

## Распространение и экология
В природе ареал вида охватывает умеренные районы Евразии.
В России встречается почти по всей европейской части и Сибири в основном в лесной полосе и лесостепи; по долинам рек проникает в лесотундру и даже в тундру, на юге — в полупустыню.
Равнинное растение, произрастает по берегам рек и на периодически затопляемых островах, где образует на многие километры густые заросли (в смеси с другими ивами), преимущественно в местах интенсивного отложения песчаного аллювия в прирусловой части поймы. В горах лишь вдоль крупных рек и в широких долинах.
Хорошо возобновляется черенками и пнёвой порослью. Легко переносит ежегодное засыпание нижних частей побегов песком, образуя на засыпанной части придаточные корни.
Более ценный материал даёт при густой культуре на супесчаных и песчаных почвах. На торфянистых почвах растет плохо, на чернозёмных почвах даёт прут с широкой сердцевиной. Заморозков не боится и может культивироваться в северных районах.

### Консортивныесвязи
Неустойчива к насекомым-вредителям. Молодые веточки, кора, почки, цветки и листья составляют основной корм водяной полёвки (Arvicola terrestris).

## Охранный статус
Ива прутовидная включена в Красные книги Восточной Фенноскандии: Республики Карелии и Мурманской области.

## Химический состав
Молодые листья, собранные в июне на юге Якутии, содержали (от абс. сух. вещ. в проц.): золы 6,8, протеина 27,1, белка 24,2, жира 1,9, клетчатки 11,0, БЭВ 59,2, кальция 1,11, фосфора 0,46. В листьях обнаружено 279 мг % аскорбиновой кислоты.

## Хозяйственное значение и использование
Одна из лучших пород ив для закрепления берегов и гатей, песков в речных долинах.
Якуты кормят скот листьями. Хорошо поедается овцами и козами, удовлетворительно — верблюдом. Лошадьми и крупным рогатым скотом обычно поедается хуже. По наблюдениям в Казахстане, лучше всего поедается весной и осенью. Поедаемость изменяется от района к району главным образом в связи с наличием или отсутствием других, более ценных кормов. Поедается алтайским маралом (Cervus elaphus sibiricus) и бобром. Молодые веточки, кора, почки, цветы и листья составляют основной корм водяной полёвки, в низовьях Волги губящей заросли этой ивы путем обгрызания коры. Листья поедаются северным оленем (Rangifer tarandus). По сообщениям Л. Г. Капланова листья в Сихотэ-Алинском заповеднике летом поедаются европейским лосём (Alces alces).
Даёт превосходный корзиночный материал. Идёт на безвершинное ивовое хозяйство, на обручи, рыболовные снасти, мебель, циновки, а также на тонкое плетенье (в виде струганных лент): декоративные корзиночки, вазы, шкатулки, коробочки. На крайнем севере Западной Сибири и на Дальнем Востоке из коры этой ивы плетут рыболовные сети. Ради корзиночного прута эту иву разводят на специальных плантациях.
Старые толстые побеги идут на обручи и изгороди.
Древесина белая, лёгкая, мягкая, после кипячения в воде окрашивается в розовый цвет.
Кора употребляется для получения салицина и для извлечения дубильных экстрактов; содержит 6,18—14,5 % танинов; в листьях 2,4—9,59 % танинов.
Очень декоративна и поздно сбрасывает листья. В зелёном строительстве находит применение в живых изгородях и в оформлении куртин по берегам водоёмов.
Прекрасный ранний нектаронос и пыльценос. Минимальная температура начала секреции нектара 10 °С в 8 ч утра. Наиболее благоприятная температура для сахаровыделения 18 °С в 14 ч. Относительная влажность в 8 и 14 ч соответственно составляет 95 и 70 %. Таким образом, у ивы корзиночной содержание сахара в нектаре увеличивается с повышением температуры воздуха и с понижением относительной влажности воздуха. Продуктивность мёда чистыми насаждениями 150—175 кг/га. Нектаропродуктивность 10 цветков — 15,8—25,7 мг.

## Классификация

### Таксономия
- Salix viminalis L., 1753, Sp. Pl. : 1021

Вид Ива прутовидная включается в род Ива (Salix) семейства Ивовые (Salicaceae) порядка Мальпигиецветные (Malpighiales), последовательно входящего в более крупные клады Фабиды → Розиды → Суперрозиды → Эвдикоты → Цветковые растения. Таксономическая схема в соответствии с Системой APG IV по состоянию на июнь 2024 года:
|  |                          |  |                                   |                                   |                  |  | еще 35 семейств | еще 35 семейств |                     |  |  |  | еще 625 подтвержденных видов и 1 028 видов, ожидающих подтверждения |
|  |                          |  |                                   |                                   |                  |  | еще 35 семейств | еще 35 семейств |                     |  |  |  | еще 625 подтвержденных видов и 1 028 видов, ожидающих подтверждения |
|  |                          |  |                                   | порядок Мальпигиецветные          |                  |  |                 |                 | род Ива             |  |  |  |                                                                     |
|  |                          |  |                                   | порядок Мальпигиецветные          |                  |  |                 |                 | род Ива             |  |  |  |                                                                     |
|  | клада Цветковые растения |  |                                   |                                   | семейство Ивовые |  |                 |                 | вид Ива прутовидная |  |  |  |                                                                     |
|  | клада Цветковые растения |  |                                   |                                   | семейство Ивовые |  |                 |                 |                     |  |  |  |                                                                     |
|  |                          |  | ещё 63 порядка цветковых растений | ещё 63 порядка цветковых растений |                  |  |                 | еще 55 родов    | еще 55 родов        |  |  |  |                                                                     |
|  |                          |  |                                   | ещё 63 порядка цветковых растений |                  |  |                 |                 | еще 55 родов        |  |  |  |                                                                     |

### Синонимы
- Diplima viminalis (L.) Raf.
- Salix linearis Turcz.
- Salix longifolia Lam.
- Salix polia C.K.Schneid.
- Salix rossica Nasarow
- Salix rufescens Nasarow
- Salix russica Nasarow
- Salix serotina Pall.
- Salix splendens Nasarow
- Salix strobilacea (E.L.Wolf) Nasarow
- Salix veriviminalis Nasarow
- Salix viminalis subsp. veriviminalis Hyl.
- Salix viminalis var. semiviminalis Poljakov
- Salix viminalis var. strobilacea E.L.Wolf
- Salix virescens Vill.

## Комментарии
1. ↑  Безвершинное, или кобловое хозяйство — один из видов низкоствольного или порослевого лесного хозяйства. Отличается от обыкновенной формы лесного хозяйства тем, что в нём поросль образуется на высоком пне — кобле. Применяется там, где безвершинники не только приносят материальный доход от срезанной вершины, но и играют важную роль защиты. При этом получаются различного рода материалы: прутья для плетения, фашинник, крупный хворост на топливо, обручи, слеги и тому подобные — Безвершинное или кобловое хозяйство // Энциклопедический словарь Брокгауза и Ефрона : в 86 т. (82 т. и 4 доп.). — СПб., 1890—1907.